# Hanns Lothar
Pour les articles homonymes, voir Lothaire.
Hanns Lothar, né le 10 avril 1929 à Hanovre (Allemagne) et mort le 11 mars 1967 à Hambourg (Allemagne de l'Ouest), est un acteur allemand.

## Biographie
Hanns Lothar, frère de l'acteur Horst Michael Neutze (de), s'est marié en 1959 avec l'actrice Ingrid Andree. Il a comme enfants les acteurs Susanne Lothar et, d'une liaison avec Elfriede Rückert (de), Marcel Werner (de).

## Filmographie partielle

### Au cinéma
- 1948 : Wege im Zwielicht
- 1951 : Die Schuld des Dr. Homma : Reporter
- 1959 : Pris au piège (en) (Menschen im Netz) : Stefan
- 1959 : Les Buddenbrook d'Alfred Weidenmann : Christian Buddenbrook (parties un et deux)
- 1960 : Sturm im Wasserglas : Hans Burdach
- 1960 : Les Eaux saintes (De l'eau au prix de leur sang, An heiligen Wassern) d'Alfred Weidenmann : Thöni Grieg
- 1960 : Le Dernier Témoin : L'avocat Dr. Fox
- 1961 : Bis zum Ende aller Tage : Kuddel Bratt
- 1961 : Un, deux, trois de Billy Wilder : Schlemmer
- 1962 : Wenn beide schuldig werden : Richard Goetz
- 1963 : Wochentags immer : Felix
- 1963 : Le Château Gripsholm (en) : Karlchen
- 1963 : Piccadilly null Uhr zwölf : Jack Bellamy
- 1964 : Polizeirevier Davidswache (de) : Bellkamp
- 1966 : 4 Schlüssel : Richard Hiss
- 1966 : Lange Beine – lange Finger d'Alfred Vohrer : Emile Cavin

## Récompenses et distinctions
- 1960 et 1961 : Deutscher Filmpreis du meilleur acteur dans un second rôle